# Moanin’ in the Moonlight
Moanin’ in the Moonlight ist das erste Studioalbum des US-amerikanischen Bluesmusikers Howlin’ Wolf, das 1959 bei Chess Records erschien. Streng betrachtet handelt es sich um ein Kompilationsalbum, das Material sammelt, welches zuvor als Single veröffentlicht wurde. Daher ist auch auf dem Album eine ungewohnt hohe Anzahl an verschiedenen Musikern zu hören.
Moanin’ in the Moonlight war Wolfs erste Langspielplatte. Bis dato hatte sich seine Reputation auf verschiedene Singles gestützt. Nicht alle Aufnahmen auf dem Album wurden von den Brüdern Chess und/oder Willie Dixon produziert. Zwei Songs (Moanin’ at Midnight und How Many More Years) waren noch von Sam Phillips bei Sun Records aufgenommen worden. Chess Records kaufte diese Aufnahmen, um sie veröffentlichen zu können.
Das Album gilt als eine der wichtigsten bzw. besten Veröffentlichungen des Chicago Blues. Das Rolling Stone listet es aktuell auf Rang 154 der 500 besten Alben aller Zeiten. Allmusic.com bewertet es mit fünf von fünf möglichen Sternen.

## Titelliste
Alle Songs wurden von Chester Burnett, alias Howlin’ Wolf geschrieben. Ausnahmen sind markiert. Auf dem Originalalbum wird die Autorenschaft des Songs Forty-Four Wolf persönlich zugesprochen, tatsächlich stammt das Stück aus der Feder von Roosevelt Sykes, der es als 44 Blues aufgenommen hatte.
1. Moanin’ at Midnight – 2:58
2. How Many More Years – 2:42
3. Smokestack Lightning – 3:07
4. Baby How Long – 2:56
5. No Place to Go – 2:59
6. All Night Boogie – 2:12
7. Evil (Willie Dixon) – 2:55
8. I’m Leavin’ You – 3:01
9. Moanin’ for my Baby – 2:47
10. I Asked for Water (She Gave Me Gasoline) – 2:53
11. Forty-Four (Roosevelt Sykes) – 2:51
12. Somebody in My Home – 2:27